# Savoy (Illinois)
Savoy – wieś w Stanach Zjednoczonych, w stanie Illinois, w hrabstwie Champaign.